# Ivan Buljubašić
Ivan Buljubašić, född 31 oktober 1987 i Makarska, är en kroatisk vattenpolospelare. Han ingick i Kroatiens landslag vid olympiska sommarspelen 2012.
Buljubašić tog OS-guld i herrarnas vattenpoloturnering i London. Hans målsaldo i turneringen var tre mål.
Buljubašić tog VM-brons i samband med världsmästerskapen i simsport 2009 och 2011. EM-guld blev det 2010 på hemmaplan i Zagreb. Sedan 2011 spelar Buljubašić för VK Primorje.